# ヴェルナー・ネケス
ヴェルナー・ネケス（Werner Nekes, 1944年4月29日 - 2017年1月22日）は、テューリンゲン州エアフルト出身のドイツの映画監督。
ネケスは、1960年代後半から実験映画に取り組み、『schwarzhuhnbraunhuhnschwarzhuhnweißhuhnrothuhnweiß oder put-putt』などを制作した。1972年、ネケスの監督作品は、カッセルで開催された第5回ドクメンタ (Documenta 5) の映画部門「Filmschau: New European Cinema」に出品された。
1980年、ネケスは、最初の長編映画『Uliisses』を制作した。1986年には、今日まで代表作として知られるヒット映画のパロディ『Johnny Flash』を制作した。この映画では、ヘルゲ・シュナイダー (Helge Schneider) が主役の大スターにのし上がっていく男を演じた。ちなみに1980年代はじめには、クリストフ・シュリンゲンズィーフが、ネケスの監督助手を務めていた。
ネケスはコレクターとして、映画の前史に関わる様々な物を、光学的な玩具、幻灯機、パノプティコン関係や、その他諸々の品を収集している。
長年の収集の結果、国際的にも知られた価値の高いコレクションが形成されており、その内容は書籍や、テレビ番組『Media Magica』(1996年)、そしてドキュメンタリー映画『Was geschah wirklich zwischen den Bildern ? (フィルム・ビフォー・フィルム)』(1985年)で紹介されている。
このコレクションを、何らかの恒久的な展示施設で公開しようとする試みは、長い間実現しなかったが、ミュールハイム・アン・デア・ルールの全国園芸展の跡地にある塔屋を使って、このコレクションを展示しようという計画が進み、いち早くカメラ・オブスクラがこの塔に1台据え置かれた。その後、2006年に、ここに映画前史博物館が開館した。
ヴェルナー・ネケスは、やはり実験映画制作者であるドーレ・O (Dore O.) と結婚しており、ミュールハイム・アン・デア・ルールに住んでいる。
ネケスはヘルゲ・シュナイダーの1994年の映画『00 Schneider – Jagd auf Nihil Baxter』に、浮き袋を抱えた水着姿の男として、短く写し込まれている。

## 受賞
- 1969年: バンビ賞 - 業績全般に対して
- 1970年: Filmband in Silber -『jüm-jüm』
- 1972年: マンハイム＝ハイデルベルク国際映画祭 (IFF Mannheim)特別賞 - 『T-WO-MEN』
- 1975年: Filmband in Silber -『hynningen』
- 1981年: ドイツ映画批評家賞 (Preis der deutschen Filmkritik) - 『Beuys』
- 1984年: ドイツ批評家賞 (Deutscher Kritikerpreis) - 『Uliisses』